# Jozef Gaganec
Mons. Jozef Gaganec (25. března 1793 nebo 10. dubna 1793, Vyšný Tvarožec – 22. prosince 1875, Prešov) byl řeckokatolický biskup prešovské eparchie.

## Život
Teologii vystudoval v Trnavě. Kněžské svěcení přijal ve Velkém Varadíně 8. března 1817. Po smrti prešovského biskupa Gregora Tarkoviče se stal kapitulním vikářem prešovské řeckokatolické eparchie. V roce 1842 byl jmenován prešovským eparchou (biskupem) a 25. června téhož roku přijal ve Vídni biskupské svěcení. Prešovskou katedrálu, původně římskokatolický kostel, nechal upravit pro potřeby byzantského obřadu. Plánoval i zřízení vlastního semináře. Podporoval Rusíny a spolupracoval s Maticí slovenskou. V roce 1862 podpořil založení rusínské literární společnosti s názvem Obščestvo sv. Joana Krestiteľa. Byl mu udělen Řád Františka Josefa. V roce 1868 byl papežem jmenován Asistentem papežského trůnu.